# Demi-finales de la ligue mondiale de hockey sur gazon masculin 2016-2017
Navigation
2014-2015
Les Demi-finales de la Ligue mondiale de hockey sur gazon masculin sont les troisièmes étapes de l'édition 2016-2017 de la Ligue mondiale de hockey sur gazon. Il prend place en juin et juillet 2017. Un total de 20 équipes en compétition en 2 groupes de 10 équipes dans cette manche du tournoi joué pour 7 places à la finale qui sera jouée entre le 1er et 10 décembre 2017 à Bhubaneswar en Inde.
Cette manche sert aussi à se qualifier pour la coupe du monde 2018 aux 10/11 équipes les mieux classées à l'exception du pays hôte et les cinq champions continentaux sont également qualifiés.

## Équipes qualifiées
Dix équipes classées entre la première et la onzième place du classement mondial courant à l'heure de recherches d'entrées pour la compétition automatiquement qualifiées, s'ajoutent huit équipes qualifiées venant du deuxième tour et deux pays hôtes,. Les 20 équipes suivantes montrées avec le Classement mondial du 3 avril 2017 avant le tournoi, lors de la composition des poules pour les équipes qualifiées pour les demi-finales de la Ligue mondiale.
| Événement                                                                 | Dates                  | Lieu      | Quotas | Qualifiés |
| ------------------------------------------------------------------------- | ---------------------- | --------- | ------ | --- |
| Pays hôtes                                                                | NC                     | NC        | 2      | Angleterre (7) Afrique du Sud (15) |
| Classement mondial                                                        | NC                     | NC        | 10     | Argentine (1) Australie (2) Allemagne (3) Pays-Bas (4) Belgique (5) Inde (6) Nouvelle-Zélande (8) Espagne (10) Corée du Sud (12) Pakistan (13) |
| Deuxième tour de la ligue mondiale de hockey sur gazon masculin 2016-2017 | 4 - 12 mars 2017       | Dacca     | 3      | Malaisie (14) Chine (18) Égypte (19) |
| Deuxième tour de la ligue mondiale de hockey sur gazon masculin 2016-2017 | 11 - 19 mars 2017      | Belfast   | 3      | Irlande (9) France (17) Écosse (23) |
| Deuxième tour de la ligue mondiale de hockey sur gazon masculin 2016-2017 | 25 mars - 2 avril 2017 | Tacarigua | 2      | Canada (11) Japon (16) |
| Total                                                                     | Total                  | Total     | 20     | |

## Londres
Toutes les heures correspondent à l'heure d'été du Royaume-Uni (UTC+1),.

### Arbitres
Voici les 9 arbitres et les 2 arbitres vidéo nommés par la Fédération internationale de hockey sur gazon:
- Paul Walker
- Coen van Bunge
- Gregory Uyttenhove (arbitre vidéo)
- Simon Taylor
- David Tomlinson
- Andres Ortiz
- Eric Koh
- Ayden Shrives
- You Suolong
- Andy Mair (arbitre vidéo)
- Lim Hong-Zhen

### Premier tour

#### Poule A
| Rang | Équipe       | J | V | N | P | BP | BC | Diff | Pts | Qualification    |
| ---- | ------------ | - | - | - | - | -- | -- | ---- | --- | ---------------- |
| 1    | Argentine    | 4 | 3 | 1 | 0 | 20 | 6  | +14  | 10  | Quarts de finale |
| 2    | Angleterre   | 4 | 3 | 1 | 0 | 19 | 8  | +11  | 10  | Quarts de finale |
| 3    | Malaisie     | 4 | 2 | 0 | 2 | 11 | 13 | -2   | 6   | Quarts de finale |
| 4    | Chine        | 4 | 1 | 0 | 3 | 6  | 19 | -13  | 3   | Quarts de finale |
| 5    | Corée du Sud | 4 | 0 | 0 | 4 | 5  | 15 | -10  | 0   |                  |

Source: FIH
En cas d'égalité de points de plusieurs équipes à l'issue des matchs de poule, les critères suivants sont appliqués dans l'ordre indiqué pour établir leur classement.
1. Points,
2. Différence de buts,
3. Buts marqués,
4. Face à face.

| Match 1            | Argentine        | 2 - 1   | Corée du Sud |                                                                   |                                                                   |
| 15 juin 2017 12h00 | Peillat 26e, 53e | (1 - 0) | 46e Lee N.   | Arbitrage : Paul Walker David Tomlinson Arbitre vidéo : Andy Mair | Arbitrage : Paul Walker David Tomlinson Arbitre vidéo : Andy Mair |
| 15 juin 2017 12h00 | Rapport          |         |              | Arbitrage : Paul Walker David Tomlinson Arbitre vidéo : Andy Mair | Arbitrage : Paul Walker David Tomlinson Arbitre vidéo : Andy Mair |

| Match 4 | Angleterre                    | 2 - 0   | Chine |                                                                           |                                                                           |
| 20h00   | Middleton 11e · Gleghorne 11e | (2 - 0) |       | Arbitrage : Andres Ortiz Ayden Shrives Arbitre vidéo : Gregory Uyttenhove | Arbitrage : Andres Ortiz Ayden Shrives Arbitre vidéo : Gregory Uyttenhove |
| 20h00   | Rapport                       |         |       | Arbitrage : Andres Ortiz Ayden Shrives Arbitre vidéo : Gregory Uyttenhove | Arbitrage : Andres Ortiz Ayden Shrives Arbitre vidéo : Gregory Uyttenhove |

| Match 6            | Argentine                                | 5 - 2   | Malaisie                |                                                                          |                                                                          |
| 16 juin 2017 20h00 | Peillat 4e, 11e, 40e, 47e · Callioni 49e | (2 - 2) | 7e Shahril · 18e Tengku | Arbitrage : You Suolong Lim Hong-Zhen Arbitre vidéo : Gregory Uyttenhove | Arbitrage : You Suolong Lim Hong-Zhen Arbitre vidéo : Gregory Uyttenhove |
| 16 juin 2017 20h00 | Rapport                                  |         |                         | Arbitrage : You Suolong Lim Hong-Zhen Arbitre vidéo : Gregory Uyttenhove | Arbitrage : You Suolong Lim Hong-Zhen Arbitre vidéo : Gregory Uyttenhove |

| Match 7            | Corée du Sud               | 2 - 5   | Chine                                            |                                                                   |                                                                   |
| 17 juin 2017 12h00 | Yang J. 10e · Hwang W. 40e | (1 - 3) | 3e Su L. · 5e, 15e Su J. · 44e E L. · 60e Guo Z. | Arbitrage : Coen van Bunge Andres Ortiz Arbitre vidéo : Andy Mair | Arbitrage : Coen van Bunge Andres Ortiz Arbitre vidéo : Andy Mair |
| 17 juin 2017 12h00 | Rapport                    |         |                                                  | Arbitrage : Coen van Bunge Andres Ortiz Arbitre vidéo : Andy Mair | Arbitrage : Coen van Bunge Andres Ortiz Arbitre vidéo : Andy Mair |

| Match 9 | Angleterre                                                            | 7 - 3   | Malaisie                     |                                                                            |                                                                            |
| 16h00   | Middleton 5e, 34e · Griffiths 8e · Ward 32e, 51e · Gleghorne 39e, 55e | (2 - 2) | 19e, 57e Faizal · 28e Tengku | Arbitrage : Gregory Uyttenhove Lim Hong-Zhen Arbitre vidéo : Ayden Shrives | Arbitrage : Gregory Uyttenhove Lim Hong-Zhen Arbitre vidéo : Ayden Shrives |
| 16h00   | Rapport                                                               |         |                              | Arbitrage : Gregory Uyttenhove Lim Hong-Zhen Arbitre vidéo : Ayden Shrives | Arbitrage : Gregory Uyttenhove Lim Hong-Zhen Arbitre vidéo : Ayden Shrives |

| Match 12           | Angleterre                             | 3 - 3   | Argentine                      |                                                                               |                                                                               |
| 18 juin 2017 16h00 | Gleghorne 6e · Ward 9e · Middleton 34e | (2 - 0) | 37e, 41e Peillat · 40e Paredes | Arbitrage : Coen van Bunge David Tomlinson Arbitre vidéo : Gregory Uyttenhove | Arbitrage : Coen van Bunge David Tomlinson Arbitre vidéo : Gregory Uyttenhove |
| 18 juin 2017 16h00 | Rapport                                |         |                                | Arbitrage : Coen van Bunge David Tomlinson Arbitre vidéo : Gregory Uyttenhove | Arbitrage : Coen van Bunge David Tomlinson Arbitre vidéo : Gregory Uyttenhove |

| Match 15           | Corée du Sud | 0 - 1   | Malaisie  |                                                                      |                                                                      |
| 19 juin 2017 18h00 |              | (0 - 0) | 35e Razie | Arbitrage : Coen van Bunge You Suolong Arbitre vidéo : Ayden Shrives | Arbitrage : Coen van Bunge You Suolong Arbitre vidéo : Ayden Shrives |
| 19 juin 2017 18h00 | Rapport      |         |           | Arbitrage : Coen van Bunge You Suolong Arbitre vidéo : Ayden Shrives | Arbitrage : Coen van Bunge You Suolong Arbitre vidéo : Ayden Shrives |

| Match 16 | Argentine                                                                                              | 10 - 0  | Chine |                                                                     |                                                                     |
| 20h00    | Peillat 1e, 15e, 38e · Vila 17e, 55e · Paredes 30e · Tolini 33e · Brunet 42e · Bugallo 54e · López 59e | (4 - 0) |       | Arbitrage : Simon Taylor Eric Kim Lai Koh Arbitre vidéo : Andy Mair | Arbitrage : Simon Taylor Eric Kim Lai Koh Arbitre vidéo : Andy Mair |
| 20h00    | Rapport                                                                                                |         |       | Arbitrage : Simon Taylor Eric Kim Lai Koh Arbitre vidéo : Andy Mair | Arbitrage : Simon Taylor Eric Kim Lai Koh Arbitre vidéo : Andy Mair |

| Match 19           | Malaisie                                           | 5 - 1   | Chine     |                                                                  |                                                                  |
| 20 juin 2017 18h00 | Faizal 2e · Najmi 12e · Razie 19e, 27e · Fitri 51e | (4 - 0) | 43e Du T. | Arbitrage : Andres Ortiz Lim Hong-Zhen Arbitre vidéo : Andy Mair | Arbitrage : Andres Ortiz Lim Hong-Zhen Arbitre vidéo : Andy Mair |
| 20 juin 2017 18h00 | Rapport                                            |         |           | Arbitrage : Andres Ortiz Lim Hong-Zhen Arbitre vidéo : Andy Mair | Arbitrage : Andres Ortiz Lim Hong-Zhen Arbitre vidéo : Andy Mair |

| Match 20 | Angleterre                                         | 7 - 2   | Corée du Sud             |                                                                           |                                                                           |
| 20h00    | Ward 6e, 34e, 36e, 60e · Ames 17e · Roper 50e, 60e | (2 - 1) | 22e Jang J. · 32e Lee D. | Arbitrage : Coen van Bunge Eric Kim Lai Koh Arbitre vidéo : Ayden Shrives | Arbitrage : Coen van Bunge Eric Kim Lai Koh Arbitre vidéo : Ayden Shrives |
| 20h00    | Rapport                                            |         |                          | Arbitrage : Coen van Bunge Eric Kim Lai Koh Arbitre vidéo : Ayden Shrives | Arbitrage : Coen van Bunge Eric Kim Lai Koh Arbitre vidéo : Ayden Shrives |

#### Poule B
| Rang | Équipe   | J | V | N | P | BP | BC | Diff | Pts | Qualification    |
| ---- | -------- | - | - | - | - | -- | -- | ---- | --- | ---------------- |
| 1    | Pays-Bas | 4 | 4 | 0 | 0 | 13 | 2  | +11  | 12  | Quarts de finale |
| 2    | Inde     | 4 | 3 | 0 | 1 | 15 | 5  | +10  | 9   | Quarts de finale |
| 3    | Canada   | 4 | 1 | 1 | 2 | 8  | 7  | +1   | 4   | Quarts de finale |
| 4    | Pakistan | 4 | 1 | 0 | 3 | 4  | 18 | -14  | 3   | Quarts de finale |
| 5    | Écosse   | 4 | 0 | 1 | 3 | 3  | 11 | -8   | 1   |                  |

Source: FIH
En cas d'égalité de points de plusieurs équipes à l'issue des matchs de poule, les critères suivants sont appliqués dans l'ordre indiqué pour établir leur classement.
1. Points,
2. Différence de buts,
3. Buts marqués,
4. Face à face.

| Match 2            | Inde                                                 | 4 - 1   | Écosse      |                                                                          |                                                                          |
| 15 juin 2017 14h00 | Ramandeep 31e, 34e · Akashdeep 40e · Harmanpreet 42e | (0 - 1) | 6e Grassick | Arbitrage : Coen van Bunge Lim Hong-Zhen Arbitre vidéo : David Tomlinson | Arbitrage : Coen van Bunge Lim Hong-Zhen Arbitre vidéo : David Tomlinson |
| 15 juin 2017 14h00 | Rapport                                              |         |             | Arbitrage : Coen van Bunge Lim Hong-Zhen Arbitre vidéo : David Tomlinson | Arbitrage : Coen van Bunge Lim Hong-Zhen Arbitre vidéo : David Tomlinson |

| Match 3 | Pays-Bas                                                         | 4 - 0   | Pakistan |                                                                           |                                                                           |
| 18h00   | Brinkman 6e · Pruijser 26e · Van der Weerden 42e · Kemperman 49e | (2 - 0) |          | Arbitrage : Gregory Uyttenhove Eric Kim Lai Koh Arbitre vidéo : Andy Mair | Arbitrage : Gregory Uyttenhove Eric Kim Lai Koh Arbitre vidéo : Andy Mair |
| 18h00   | Rapport                                                          |         |          | Arbitrage : Gregory Uyttenhove Eric Kim Lai Koh Arbitre vidéo : Andy Mair | Arbitrage : Gregory Uyttenhove Eric Kim Lai Koh Arbitre vidéo : Andy Mair |

| Match 5            | Canada                                                                     | 6 - 0   | Pakistan |                                                                  |                                                                  |
| 16 juin 2017 18h00 | Tupper 11e · I. Smythe 19e, 27e · Van Son 28e · Bissett 50e · Johnston 60e | (4 - 0) |          | Arbitrage : Simon Taylor Ayden Shrives Arbitre vidéo : Andy Mair | Arbitrage : Simon Taylor Ayden Shrives Arbitre vidéo : Andy Mair |
| 16 juin 2017 18h00 | Rapport                                                                    |         |          | Arbitrage : Simon Taylor Ayden Shrives Arbitre vidéo : Andy Mair | Arbitrage : Simon Taylor Ayden Shrives Arbitre vidéo : Andy Mair |

| Match 8            | Inde                                  | 3 - 0   | Canada |                                                                   |                                                                   |
| 17 juin 2017 14h00 | Sunil 5e · Akashdeep 10e · Sardar 18e | (3 - 0) |        | Arbitrage : Paul Walker David Tomlinson Arbitre vidéo : Andy Mair | Arbitrage : Paul Walker David Tomlinson Arbitre vidéo : Andy Mair |
| 17 juin 2017 14h00 | Rapport                               |         |        | Arbitrage : Paul Walker David Tomlinson Arbitre vidéo : Andy Mair | Arbitrage : Paul Walker David Tomlinson Arbitre vidéo : Andy Mair |

| Match 10 | Pays-Bas                                        | 3 - 0   | Écosse |                                                                        |                                                                        |
| 18h00    | Kemperman 15e · Van der Weerden 36e · Verga 51e | (1 - 0) |        | Arbitrage : Eric Kim Lai Koh You Suolong Arbitre vidéo : Ayden Shrives | Arbitrage : Eric Kim Lai Koh You Suolong Arbitre vidéo : Ayden Shrives |
| 18h00    | Rapport                                         |         |        | Arbitrage : Eric Kim Lai Koh You Suolong Arbitre vidéo : Ayden Shrives | Arbitrage : Eric Kim Lai Koh You Suolong Arbitre vidéo : Ayden Shrives |

| Match 11           | Inde                                                                         | 7 - 1   | Pakistan |                                                                  |                                                                  |
| 18 juin 2017 14h00 | Harmanpreet 13e, 33e · Talwinder 21e, 24e · Akashdeep 47e, 59e · Pardeep 49e | (3 - 0) | 57e Umar | Arbitrage : Simon Taylor Lim Hong-Zhen Arbitre vidéo : Andy Mair | Arbitrage : Simon Taylor Lim Hong-Zhen Arbitre vidéo : Andy Mair |
| 18 juin 2017 14h00 | Rapport                                                                      |         |          | Arbitrage : Simon Taylor Lim Hong-Zhen Arbitre vidéo : Andy Mair | Arbitrage : Simon Taylor Lim Hong-Zhen Arbitre vidéo : Andy Mair |

| Match 13           | Pakistan                                      | 3 - 1   | Écosse    |                                                                        |                                                                        |
| 19 juin 2017 12h00 | Muhammad Ir. Jr. 34e · Arslan 42e · Aleem 46e | (0 - 1) | 13e Adams | Arbitrage : David Tomlinson Andres Ortiz Arbitre vidéo : Ayden Shrives | Arbitrage : David Tomlinson Andres Ortiz Arbitre vidéo : Ayden Shrives |
| 19 juin 2017 12h00 | Rapport                                       |         |           | Arbitrage : David Tomlinson Andres Ortiz Arbitre vidéo : Ayden Shrives | Arbitrage : David Tomlinson Andres Ortiz Arbitre vidéo : Ayden Shrives |

| Match 14 | Pays-Bas                                       | 3 - 1   | Canada     |                                                                      |                                                                      |
| 14h00    | Van der Weerden 13e · Croon 36e · Pruijser 53e | (1 - 1) | 30e Tupper | Arbitrage : Paul Walker Gregory Uyttenhove Arbitre vidéo : Andy Mair | Arbitrage : Paul Walker Gregory Uyttenhove Arbitre vidéo : Andy Mair |
| 14h00    | Rapport                                        |         |            | Arbitrage : Paul Walker Gregory Uyttenhove Arbitre vidéo : Andy Mair | Arbitrage : Paul Walker Gregory Uyttenhove Arbitre vidéo : Andy Mair |

| Match 17           | Canada       | 1 - 1   | Écosse       |                                                                          |                                                                          |
| 20 juin 2017 12h00 | Johnston 29e | (1 - 0) | 42e Marshall | Arbitrage : Gregory Uyttenhove You Suolong Arbitre vidéo : Ayden Shrives | Arbitrage : Gregory Uyttenhove You Suolong Arbitre vidéo : Ayden Shrives |
| 20 juin 2017 12h00 | Rapport      |         |              | Arbitrage : Gregory Uyttenhove You Suolong Arbitre vidéo : Ayden Shrives | Arbitrage : Gregory Uyttenhove You Suolong Arbitre vidéo : Ayden Shrives |

| Match 18 | Pays-Bas                               | 3 - 1   | Inde          |                                                                   |                                                                   |
| 14h00    | Brinkman 2e · Baart 12e · Pruijser 24e | (3 - 1) | 28e Akashdeep | Arbitrage : Paul Walker David Tomlinson Arbitre vidéo : Andy Mair | Arbitrage : Paul Walker David Tomlinson Arbitre vidéo : Andy Mair |
| 14h00    | Rapport                                |         |               | Arbitrage : Paul Walker David Tomlinson Arbitre vidéo : Andy Mair | Arbitrage : Paul Walker David Tomlinson Arbitre vidéo : Andy Mair |

### Deuxième tour

#### De la cinquième à la huitième place
| Match 27          | Canada                                                                           | 7 - 3   | Chine                             |                                                                  |                                                                  |
| 24 juin 2017 9h30 | Sarmento 14e · Tupper 22e, 45e, 52e · Pearson 33e · Van Son 35e · K. Pereira 37e | (2 - 2) | 8e E W. · 19e Meng D. · 39e Wo W. | Arbitrage : Paul Walker Coen van Bunge Arbitre vidéo : Andy Mair | Arbitrage : Paul Walker Coen van Bunge Arbitre vidéo : Andy Mair |
| 24 juin 2017 9h30 | Rapport                                                                          |         |                                   | Arbitrage : Paul Walker Coen van Bunge Arbitre vidéo : Andy Mair | Arbitrage : Paul Walker Coen van Bunge Arbitre vidéo : Andy Mair |

| Match 26 | Inde                                                                   | 6 - 1   | Pakistan |                                                                     |                                                                     |
| 11h45    | Ramandeep 8e, 28e · Talwinder 25e · Harmanpreet 36e · Mandeep 23e, 59e | (4 - 0) | 41e Ajaz | Arbitrage : Simon Taylor Eric Kim Lai Koh Arbitre vidéo : Andy Mair | Arbitrage : Simon Taylor Eric Kim Lai Koh Arbitre vidéo : Andy Mair |
| 11h45    | Rapport                                                                |         |          | Arbitrage : Simon Taylor Eric Kim Lai Koh Arbitre vidéo : Andy Mair | Arbitrage : Simon Taylor Eric Kim Lai Koh Arbitre vidéo : Andy Mair |

### Phase de classement

#### Neuvième et dixième place
| Match 21           | Corée du Sud                                                                                                 | 6 - 3   | Écosse                    |                                         |                                         |
| 22 juin 2017 11h00 | Bae Jongsuk 11e · Yang Jihun 14e · Jang Jonghyun 26e · Jeong Junwoo 39e · Lee Jungjun 45e · Hwang Weonki 48e | (3 - 1) | 3e Atkins · 54e, 59e Bain | Arbitrage : David Tomlinson You Suolong | Arbitrage : David Tomlinson You Suolong |
| 22 juin 2017 11h00 | Rapport |         |                           | Arbitrage : David Tomlinson You Suolong | Arbitrage : David Tomlinson You Suolong |

#### Septième et huitième place
| Match 30          | Pakistan                             | 3 - 1   | Chine      |                                                                    |                                                                    |
| 25 juin 2017 9h30 | Umar 51e, 56e · Muhammad Ir. Jr. 56e | (0 - 0) | 58e Guo X. | Arbitrage : Paul Walker Andres Ortiz Arbitre vidéo : Ayden Shrives | Arbitrage : Paul Walker Andres Ortiz Arbitre vidéo : Ayden Shrives |
| 25 juin 2017 9h30 | Rapport                              |         |            | Arbitrage : Paul Walker Andres Ortiz Arbitre vidéo : Ayden Shrives | Arbitrage : Paul Walker Andres Ortiz Arbitre vidéo : Ayden Shrives |

#### Cinquième et sixième place
| Match 31           | Inde                | 2 - 3   | Canada                            |                                                                  |                                                                  |
| 25 juin 2017 11h45 | Harmanpreet 7e, 22e | (2 - 1) | 3e, 44e Johnston · 44e K. Pereira | Arbitrage : Coen van Bunge You Suolong Arbitre vidéo : Andy Mair | Arbitrage : Coen van Bunge You Suolong Arbitre vidéo : Andy Mair |
| 25 juin 2017 11h45 | Rapport             |         |                                   | Arbitrage : Coen van Bunge You Suolong Arbitre vidéo : Andy Mair | Arbitrage : Coen van Bunge You Suolong Arbitre vidéo : Andy Mair |

### Phase finale
|  | Quarts de finale | Quarts de finale |            |            | Demi-finales           | Demi-finales |  |  | Finale   | Finale |
|  | Quarts de finale | Quarts de finale |            |            | Demi-finales           | Demi-finales |  |  | Finale   | Finale |
|  |                  |                  |            |            |                        |              |  |  |          |        |
|  |                  |                  |            |            |                        |              |  |  |          |        |
|  |                  |                  |            |            |                        |              |  |  |          |        |
|  | Angleterre       | 4                |            |            |                        |              |  |  |          |        |
|  | Angleterre       | 4                |            |            |                        |              |  |  |          |        |
|  | Canada           | 2                |            |            |                        |              |  |  |          |        |
|  | Canada           | 2                | Angleterre | 0          |                        |              |  |  |          |        |
|  |                  |                  | Angleterre | 0          |                        |              |  |  |          |        |
|  |                  | Pays-Bas         | 2          |            |                        |              |  |  |          |        |
|  | Pays-Bas         | Pays-Bas         | 2          | 7          |                        |              |  |  |          |        |
|  | Pays-Bas         |                  |            | 7          |                        |              |  |  |          |        |
|  | Chine            | 0                |            |            |                        |              |  |  |          |        |
|  | Chine            | 0                | Argentine  | 1          |                        |              |  |  |          |        |
|  |                  |                  | Argentine  | 1          |                        |              |  |  |          |        |
|  |                  | Pays-Bas         | 6          |            |                        |              |  |  |          |        |
|  | Argentine        | Pays-Bas         | 6          | 3          |                        |              |  |  |          |        |
|  | Argentine        |                  |            | 3          |                        |              |  |  |          |        |
|  | Pakistan         | 1                |            |            |                        |              |  |  |          |        |
|  | Pakistan         | 1                | Argentine  | 2          |                        |              |  |  |          |        |
|  |                  |                  | Argentine  | 2          | Match pour la 3e place |              |  |  |          |        |
|  |                  | Malaisie         | 1          |            |                        |              |  |  |          |        |
|  | Inde             | Malaisie         | 1          | 2          |                        |              |  |  |          |        |
|  | Inde             |                  |            | 2          |                        |              |  |  |          |        |
|  | Malaisie         | 3                |            | Angleterre | 4                      |              |  |  |          |        |
|  | Malaisie         | 3                |            | Angleterre | 4                      |              |  |  |          |        |
|  |                  |                  |            |            |                        |              |  |  | Malaisie | 1      |
|  |                  |                  |            |            |                        |              |  |  | Malaisie | 1      |

#### Quarts de finale
| Match 22           | Argentine                      | 3 - 1   | Pakistan |                                                                       |                                                                       |
| 22 juin 2017 13h15 | Casella 22e, 44e · Peillat 33e | (1 - 0) | 49e Ali  | Arbitrage : Coen van Bunge Eric Kim Lai Koh Arbitre vidéo : Andy Mair | Arbitrage : Coen van Bunge Eric Kim Lai Koh Arbitre vidéo : Andy Mair |
| 22 juin 2017 13h15 | Rapport                        |         |          | Arbitrage : Coen van Bunge Eric Kim Lai Koh Arbitre vidéo : Andy Mair | Arbitrage : Coen van Bunge Eric Kim Lai Koh Arbitre vidéo : Andy Mair |

| Match 23 | Inde               | 2 - 3   | Malaisie                    |                                                                     |                                                                     |
| 15h30    | Ramandeep 24e, 26e | (2 - 2) | 19e, 48e Razie · 20e Tengku | Arbitrage : Simon Taylor Andres Ortiz Arbitre vidéo : Ayden Shrives | Arbitrage : Simon Taylor Andres Ortiz Arbitre vidéo : Ayden Shrives |
| 15h30    | Rapport            |         |                             | Arbitrage : Simon Taylor Andres Ortiz Arbitre vidéo : Ayden Shrives | Arbitrage : Simon Taylor Andres Ortiz Arbitre vidéo : Ayden Shrives |

| Match 25 | Pays-Bas                                                                                  | 7 - 0   | Chine |                                                                 |                                                                 |
| 17h45    | Kemperman 24e · De Geus 25e · Pruijser 45e, 60e · Bakker 47e · Kellerman 51e · Algera 58e | (2 - 0) |       | Arbitrage : Paul Walker Lim Hong-Zhen Arbitre vidéo : Andy Mair | Arbitrage : Paul Walker Lim Hong-Zhen Arbitre vidéo : Andy Mair |
| 17h45    | Rapport                                                                                   |         |       | Arbitrage : Paul Walker Lim Hong-Zhen Arbitre vidéo : Andy Mair | Arbitrage : Paul Walker Lim Hong-Zhen Arbitre vidéo : Andy Mair |

| Match 24 | Angleterre                                               | 4 - 2   | Canada                      |                                                                              |                                                                              |
| 20h00    | Middleton 13e · Gleghorne 24e · Goodfield 38e · Ward 57e | (2 - 2) | 9e J. Smythe · 12e Johnston | Arbitrage : Gregory Uyttenhove David Tomlinson Arbitre vidéo : Ayden Shrives | Arbitrage : Gregory Uyttenhove David Tomlinson Arbitre vidéo : Ayden Shrives |
| 20h00    | Rapport                                                  |         |                             | Arbitrage : Gregory Uyttenhove David Tomlinson Arbitre vidéo : Ayden Shrives | Arbitrage : Gregory Uyttenhove David Tomlinson Arbitre vidéo : Ayden Shrives |

#### Demi-finales
| Match 28           | Argentine             | 2 - 1   | Malaisie  |                                                                           |                                                                           |
| 24 juin 2017 14h00 | Vila 13e · Brunet 34e | (1 - 0) | 38e Fitri | Arbitrage : Gregory Uyttenhove Andres Ortiz Arbitre vidéo : Ayden Shrives | Arbitrage : Gregory Uyttenhove Andres Ortiz Arbitre vidéo : Ayden Shrives |
| 24 juin 2017 14h00 | Rapport               |         |           | Arbitrage : Gregory Uyttenhove Andres Ortiz Arbitre vidéo : Ayden Shrives | Arbitrage : Gregory Uyttenhove Andres Ortiz Arbitre vidéo : Ayden Shrives |

| Match 29 | Angleterre | 0 - 2   | Pays-Bas                     |                                                                         |                                                                         |
| 16h15    |            | (0 - 0) | 45e Pruijser · 48e Kellerman | Arbitrage : David Tomlinson Lim Hong-Zhen Arbitre vidéo : Ayden Shrives | Arbitrage : David Tomlinson Lim Hong-Zhen Arbitre vidéo : Ayden Shrives |
| 16h15    | Rapport    |         |                              | Arbitrage : David Tomlinson Lim Hong-Zhen Arbitre vidéo : Ayden Shrives | Arbitrage : David Tomlinson Lim Hong-Zhen Arbitre vidéo : Ayden Shrives |

#### Troisième et quatrième place
| Match 32           | Angleterre                           | 4 - 1   | Malaisie   |                                                                         |                                                                         |
| 25 juin 2017 14h00 | Martin 5e, 28e · Ames 9e · Roper 59e | (3 - 0) | 53e Faizal | Arbitrage : David Tomlinson Lim Hong-Zhen Arbitre vidéo : Ayden Shrives | Arbitrage : David Tomlinson Lim Hong-Zhen Arbitre vidéo : Ayden Shrives |
| 25 juin 2017 14h00 | Rapport                              |         |            | Arbitrage : David Tomlinson Lim Hong-Zhen Arbitre vidéo : Ayden Shrives | Arbitrage : David Tomlinson Lim Hong-Zhen Arbitre vidéo : Ayden Shrives |

#### Finale
| Match 33           | Argentine   | 1 - 6   | Pays-Bas                                                                  |                                                                     |                                                                     |
| 25 juin 2017 16h15 | Paredes 58e | (0 - 3) | 4e, 14e Verga · 27e Van Dam · 33e Kemperman · 35e Pruijser · 58e Brinkman | Arbitrage : Simon Taylor Eric Kim Lai Koh Arbitre vidéo : Andy Mair | Arbitrage : Simon Taylor Eric Kim Lai Koh Arbitre vidéo : Andy Mair |
| 25 juin 2017 16h15 | Rapport     |         |                                                                           | Arbitrage : Simon Taylor Eric Kim Lai Koh Arbitre vidéo : Andy Mair | Arbitrage : Simon Taylor Eric Kim Lai Koh Arbitre vidéo : Andy Mair |

### Récompenses
Les prix suivants ont été remis à la fin du tournoi:
| Meilleur joueur | Meilleur gardien | Meilleur jeune   | Meilleur buteur |
| --------------- | ---------------- | ---------------- | --------------- |
| Gonzalo Peillat | Kumar Subramiam  | Thierry Brinkman | Gonzalo Peillat |

## Johannesbourg
Toutes les heures correspondent à l'heure d'Afrique centrale (UTC+2),.

### Arbitres
Voici les 10 arbitres et les 2 arbitres vidéo nommés par la Fédération internationale de hockey sur gazon:
- Deon Nel (arbitre vidéo)
- John Wright
- Peter Wright
- Gabriel Labate
- Roel van Eert
- Sébastien Duterme
- Raghu Prasad
- Dave Dowdall
- Gareth Greenfield
- Colin Hutchinson (arbitre vidéo)
- Haider Rasool
- Grant Hundley

### Premier tour

#### Poule A
| Rang | Équipe           | J | V | N | P | BP | BC | Diff | Pts | Qualification    |
| ---- | ---------------- | - | - | - | - | -- | -- | ---- | --- | ---------------- |
| 1    | Australie        | 4 | 4 | 0 | 0 | 14 | 5  | +9   | 12  | Quarts de finale |
| 2    | Espagne          | 4 | 3 | 0 | 1 | 8  | 6  | +2   | 9   | Quarts de finale |
| 3    | Nouvelle-Zélande | 4 | 1 | 1 | 2 | 10 | 10 | 0    | 4   | Quarts de finale |
| 4    | France           | 4 | 1 | 1 | 2 | 9  | 9  | 0    | 4   | Quarts de finale |
| 5    | Japon            | 4 | 0 | 0 | 4 | 5  | 16 | -11  | 0   |                  |

Source: FIH
En cas d'égalité de points de plusieurs équipes à l'issue des matchs de poule, les critères suivants sont appliqués dans l'ordre indiqué pour établir leur classement
1. Points,
2. Différence de buts,
3. Buts marqués,
4. Face à face.

| Match 1              | Nouvelle-Zélande             | 3 - 3   | France                                    |                                                                |                                                                |
| 9 juillet 2017 12h00 | Jenness 3e · Inglis 26e, 32e | (2 - 2) | 5e Tynevez · 17e Goyet · 44e Van Straaten | Arbitrage : John Wright Grant Hundley Arbitre vidéo : Deon Nel | Arbitrage : John Wright Grant Hundley Arbitre vidéo : Deon Nel |
| 9 juillet 2017 12h00 | Rapport                      |         |                                           | Arbitrage : John Wright Grant Hundley Arbitre vidéo : Deon Nel | Arbitrage : John Wright Grant Hundley Arbitre vidéo : Deon Nel |

| Match 2 | Espagne                  | 2 - 1   | Japon      |                                                                             |                                                                             |
| 14h00   | Romeu 39e · Iglesias 49e | (0 - 0) | 33e Yamada | Arbitrage : Sébastien Duterme Raghu Prasad Arbitre vidéo : Colin Hutchinson | Arbitrage : Sébastien Duterme Raghu Prasad Arbitre vidéo : Colin Hutchinson |
| 14h00   | Rapport                  |         |            | Arbitrage : Sébastien Duterme Raghu Prasad Arbitre vidéo : Colin Hutchinson | Arbitrage : Sébastien Duterme Raghu Prasad Arbitre vidéo : Colin Hutchinson |

Repos:  Australie

| Match 6               | Australie                               | 3 - 2   | France                       |                                                                  |                                                                  |
| 11 juillet 2017 14h00 | Whetton 18e · Pollard 51e · Knowles 53e | (1 - 2) | 7e Charlet · 8e Van Straaten | Arbitrage : Gabriel Labate Dave Dowdall Arbitre vidéo : Deon Nel | Arbitrage : Gabriel Labate Dave Dowdall Arbitre vidéo : Deon Nel |
| 11 juillet 2017 14h00 | Rapport                                 |         |                              | Arbitrage : Gabriel Labate Dave Dowdall Arbitre vidéo : Deon Nel | Arbitrage : Gabriel Labate Dave Dowdall Arbitre vidéo : Deon Nel |

| Match 7 | Nouvelle-Zélande                      | 3 - 1   | Japon       |                                                                         |                                                                         |
| 16h00   | Panchia 18e · Woods 28e · Jenness 35e | (2 - 0) | 59e Zendana | Arbitrage : Peter Wright Haider Rasool Arbitre vidéo : Colin Hutchinson | Arbitrage : Peter Wright Haider Rasool Arbitre vidéo : Colin Hutchinson |
| 16h00   | Rapport                               |         |             | Arbitrage : Peter Wright Haider Rasool Arbitre vidéo : Colin Hutchinson | Arbitrage : Peter Wright Haider Rasool Arbitre vidéo : Colin Hutchinson |

Repos:  Espagne

| Match 10              | Japon      | 1 - 4   | France                                                |                                                                        |                                                                        |
| 13 juillet 2017 14h00 | Wakuri 24e | (1 - 2) | 10e Tynevez · 21e Baumgarten · 44e Goyet · 55e Rogeau | Arbitrage : John Wright Roel van Eert Arbitre vidéo : Colin Hutchinson | Arbitrage : John Wright Roel van Eert Arbitre vidéo : Colin Hutchinson |
| 13 juillet 2017 14h00 | Rapport    |         |                                                       | Arbitrage : John Wright Roel van Eert Arbitre vidéo : Colin Hutchinson | Arbitrage : John Wright Roel van Eert Arbitre vidéo : Colin Hutchinson |

| Match 11 | Australie                    | 2 - 0   | Espagne |                                                                      |                                                                      |
| 16h00    | Wotherspoon 53e · Mitton 60e | (0 - 0) |         | Arbitrage : Gareth Greenfield Grant Hundley Arbitre vidéo : Deon Nel | Arbitrage : Gareth Greenfield Grant Hundley Arbitre vidéo : Deon Nel |
| 16h00    | Rapport                      |         |         | Arbitrage : Gareth Greenfield Grant Hundley Arbitre vidéo : Deon Nel | Arbitrage : Gareth Greenfield Grant Hundley Arbitre vidéo : Deon Nel |

Repos:  Nouvelle-Zélande

| Match 13              | Espagne                    | 2 - 0   | France |                                                                        |                                                                        |
| 15 juillet 2017 12h00 | Quemada 45e · González 59e | (0 - 0) |        | Arbitrage : Peter Wright Dave Dowdall Arbitre vidéo : Colin Hutchinson | Arbitrage : Peter Wright Dave Dowdall Arbitre vidéo : Colin Hutchinson |
| 15 juillet 2017 12h00 | Rapport                    |         |        | Arbitrage : Peter Wright Dave Dowdall Arbitre vidéo : Colin Hutchinson | Arbitrage : Peter Wright Dave Dowdall Arbitre vidéo : Colin Hutchinson |

| Match 14 | Australie                 | 2 - 1   | Nouvelle-Zélande |                                                                      |                                                                      |
| 14h00    | Edwards 53e · Pollard 60e | (0 - 0) | 39e Panchia      | Arbitrage : Sébastien Duterme Haider Rasool Arbitre vidéo : Deon Nel | Arbitrage : Sébastien Duterme Haider Rasool Arbitre vidéo : Deon Nel |
| 14h00    | Rapport                   |         |                  | Arbitrage : Sébastien Duterme Haider Rasool Arbitre vidéo : Deon Nel | Arbitrage : Sébastien Duterme Haider Rasool Arbitre vidéo : Deon Nel |

Repos:  Japon

| Match 17              | Australie                                                                                 | 7 - 2   | Japon                    |                                                                     |                                                                     |
| 17 juillet 2017 12h00 | Knowles 1e · Whetton 5e, 26e · Wotherspoon 28e · Zalewski 34e · Wickham 40e · Hayward 57e | (4 - 0) | 42e Yamada · 51e Zendana | Arbitrage : Raghu Prasad Gareth Greenfield Arbitre vidéo : Deon Nel | Arbitrage : Raghu Prasad Gareth Greenfield Arbitre vidéo : Deon Nel |
| 17 juillet 2017 12h00 | Rapport                                                                                   |         |                          | Arbitrage : Raghu Prasad Gareth Greenfield Arbitre vidéo : Deon Nel | Arbitrage : Raghu Prasad Gareth Greenfield Arbitre vidéo : Deon Nel |

| Match 18 | Nouvelle-Zélande                       | 3 - 4   | Espagne                                               |                                                                        |                                                                        |
| 14h00    | McAleese 43e · Woods 55e · Russell 55e | (0 - 1) | 23e Romeu · 35e González · 57e Iglesias · 60e Quemada | Arbitrage : John Wright Grant Hundley Arbitre vidéo : Colin Hutchinson | Arbitrage : John Wright Grant Hundley Arbitre vidéo : Colin Hutchinson |
| 14h00    | Rapport                                |         |                                                       | Arbitrage : John Wright Grant Hundley Arbitre vidéo : Colin Hutchinson | Arbitrage : John Wright Grant Hundley Arbitre vidéo : Colin Hutchinson |

Repos:  France

#### Poule B
| Rang | Équipe         | J | V | N | P | BP | BC | Diff | Pts | Qualification    |
| ---- | -------------- | - | - | - | - | -- | -- | ---- | --- | ---------------- |
| 1    | Allemagne      | 4 | 4 | 0 | 0 | 14 | 5  | +9   | 12  | Quarts de finale |
| 2    | Belgique       | 4 | 3 | 0 | 1 | 27 | 6  | +21  | 9   | Quarts de finale |
| 3    | Irlande        | 4 | 2 | 0 | 2 | 6  | 9  | -3   | 6   | Quarts de finale |
| 4    | Égypte         | 4 | 1 | 0 | 3 | 3  | 18 | -15  | 3   | Quarts de finale |
| 5    | Afrique du Sud | 4 | 0 | 0 | 4 | 5  | 17 | -12  | 0   |                  |

Source: FIH
En cas d'égalité de points de plusieurs équipes à l'issue des matchs de poule, les critères suivants sont appliqués dans l'ordre indiqué pour établir leur classement
1. Points,
2. Différence de buts,
3. Buts marqués,
4. Face à face.

| Match 3              | Belgique | 10 - 0  | Égypte |                                                                       |                                                                       |
| 9 juillet 2017 16h00 | Briels 4e, 60e · Boon 5e, 57e · Stockbroekx 9e · Keusters 9e · De Kerpel 23e · Luypaert 30e · Charlier 40e · Dockier 46e | (6 - 0) |        | Arbitrage : Gabriel Labate Gareth Greenfield Arbitre vidéo : Deon Nel | Arbitrage : Gabriel Labate Gareth Greenfield Arbitre vidéo : Deon Nel |
| 9 juillet 2017 16h00 | Rapport |         |        | Arbitrage : Gabriel Labate Gareth Greenfield Arbitre vidéo : Deon Nel | Arbitrage : Gabriel Labate Gareth Greenfield Arbitre vidéo : Deon Nel |

| Match 4 | Afrique du Sud | 0 - 2   | Irlande                     |                                                                          |                                                                          |
| 18h00   |                | (0 - 1) | 10e Nelson · 42e O'Donoghue | Arbitrage : Roel van Eert Dave Dowdall Arbitre vidéo : Sébastien Duterme | Arbitrage : Roel van Eert Dave Dowdall Arbitre vidéo : Sébastien Duterme |
| 18h00   | Rapport        |         |                             | Arbitrage : Roel van Eert Dave Dowdall Arbitre vidéo : Sébastien Duterme | Arbitrage : Roel van Eert Dave Dowdall Arbitre vidéo : Sébastien Duterme |

Repos:  Allemagne

| Match 5               | Allemagne                                                                    | 5 - 0   | Égypte |                                                                              |                                                                              |
| 11 juillet 2017 12h00 | Miltkau 23e · T. Grambusch 27e · Linnekogel 37e · Gomoll 52e · Herzbruch 53e | (2 - 0) |        | Arbitrage : Roel van Eert Sébastien Duterme Arbitre vidéo : Colin Hutchinson | Arbitrage : Roel van Eert Sébastien Duterme Arbitre vidéo : Colin Hutchinson |
| 11 juillet 2017 12h00 | Rapport                                                                      |         |        | Arbitrage : Roel van Eert Sébastien Duterme Arbitre vidéo : Colin Hutchinson | Arbitrage : Roel van Eert Sébastien Duterme Arbitre vidéo : Colin Hutchinson |

| Match 8 | Belgique                                                        | 6 - 2   | Irlande                |                                                                 |                                                                 |
| 18h00   | Gougnard 17e · Charlier 20e · Boon 28e, 44e, 48e · Luypaert 37e | (3 - 1) | 13e Cole · 57e Sothern | Arbitrage : Raghu Prasad Grant Hundley Arbitre vidéo : Deon Nel | Arbitrage : Raghu Prasad Grant Hundley Arbitre vidéo : Deon Nel |
| 18h00   | Rapport                                                         |         |                        | Arbitrage : Raghu Prasad Grant Hundley Arbitre vidéo : Deon Nel | Arbitrage : Raghu Prasad Grant Hundley Arbitre vidéo : Deon Nel |

Repos:  Afrique du Sud

| Match 9               | Irlande                    | 2 - 1   | Égypte       |                                                                  |                                                                  |
| 13 juillet 2017 12h00 | Cargo 31e · O'Donoghue 59e | (0 - 1) | 25e Elnaggar | Arbitrage : Peter Wright Gabriel Labate Arbitre vidéo : Deon Nel | Arbitrage : Peter Wright Gabriel Labate Arbitre vidéo : Deon Nel |
| 13 juillet 2017 12h00 | Rapport                    |         |              | Arbitrage : Peter Wright Gabriel Labate Arbitre vidéo : Deon Nel | Arbitrage : Peter Wright Gabriel Labate Arbitre vidéo : Deon Nel |

| Match 12 | Afrique du Sud                | 3 - 4   | Allemagne                                                     |                                                                         |                                                                         |
| 18h00    | Smith 37e, 50e · Robinson 56e | (0 - 1) | 27e Trompertz · 32e Wellen · 34e M. Grambusch · 38e Herzbruch | Arbitrage : Dave Dowdall Haider Rasool Arbitre vidéo : Colin Hutchinson | Arbitrage : Dave Dowdall Haider Rasool Arbitre vidéo : Colin Hutchinson |
| 18h00    | Rapport                       |         |                                                               | Arbitrage : Dave Dowdall Haider Rasool Arbitre vidéo : Colin Hutchinson | Arbitrage : Dave Dowdall Haider Rasool Arbitre vidéo : Colin Hutchinson |

Repos:  Belgique

| Match 15              | Afrique du Sud | 1 - 2   | Égypte           |                                                                              |                                                                              |
| 15 juillet 2017 16h00 | Sibbald 30e    | (1 - 1) | 29e, 41e Ghobran | Arbitrage : Roel van Eert Gareth Greenfield Arbitre vidéo : Colin Hutchinson | Arbitrage : Roel van Eert Gareth Greenfield Arbitre vidéo : Colin Hutchinson |
| 15 juillet 2017 16h00 | Rapport        |         |                  | Arbitrage : Roel van Eert Gareth Greenfield Arbitre vidéo : Colin Hutchinson | Arbitrage : Roel van Eert Gareth Greenfield Arbitre vidéo : Colin Hutchinson |

| Match 16 | Allemagne                                    | 3 - 2   | Belgique                     |                                                               |                                                               |
| 18h00    | Miltkau 30e · Windfeder 43e · Linnekogel 54e | (1 - 0) | 32e Van Doren · 40e Gougnard | Arbitrage : John Wright Raghu Prasad Arbitre vidéo : Deon Nel | Arbitrage : John Wright Raghu Prasad Arbitre vidéo : Deon Nel |
| 18h00    | Rapport                                      |         |                              | Arbitrage : John Wright Raghu Prasad Arbitre vidéo : Deon Nel | Arbitrage : John Wright Raghu Prasad Arbitre vidéo : Deon Nel |

Repos:  Irlande

| Match 19              | Allemagne                      | 2 - 0   | Irlande |                                                                     |                                                                     |
| 17 juillet 2017 16h00 | T. Grambusch 12e · Zwicker 50e | (1 - 0) |         | Arbitrage : Peter Wright Sébastien Duterme Arbitre vidéo : Deon Nel | Arbitrage : Peter Wright Sébastien Duterme Arbitre vidéo : Deon Nel |
| 17 juillet 2017 16h00 | Rapport                        |         |         | Arbitrage : Peter Wright Sébastien Duterme Arbitre vidéo : Deon Nel | Arbitrage : Peter Wright Sébastien Duterme Arbitre vidéo : Deon Nel |

| Match 20 | Afrique du Sud  | 1 - 9   | Belgique |                                                                           |                                                                           |
| 18h00    | Guise-Brown 35e | (0 - 7) | 3e Hendrickx · 7e De Kerpel · 17e, 25e Briels · 27e, 33e Dockier · 29e Luypaert · 29e Charlier · 59e Boccard | Arbitrage : Gabriel Labate Haider Rasool Arbitre vidéo : Colin Hutchinson | Arbitrage : Gabriel Labate Haider Rasool Arbitre vidéo : Colin Hutchinson |
| 18h00    | Rapport         |         | | Arbitrage : Gabriel Labate Haider Rasool Arbitre vidéo : Colin Hutchinson | Arbitrage : Gabriel Labate Haider Rasool Arbitre vidéo : Colin Hutchinson |

Repos:  Égypte

### Deuxième tour

#### De la cinquième à la huitième place
| Match 26              | Nouvelle-Zélande       | 2 - 0   | Égypte |                                                                         |                                                                         |
| 21 juillet 2017 12h15 | Haig 36e · Russell 50e | (0 - 0) |        | Arbitrage : Dave Dowdall Haider Rasool Arbitre vidéo : Colin Hutchinson | Arbitrage : Dave Dowdall Haider Rasool Arbitre vidéo : Colin Hutchinson |
| 21 juillet 2017 12h15 | Rapport                |         |        | Arbitrage : Dave Dowdall Haider Rasool Arbitre vidéo : Colin Hutchinson | Arbitrage : Dave Dowdall Haider Rasool Arbitre vidéo : Colin Hutchinson |

| Match 27 | Irlande                                      | 1 - 1             | France                                                |                                                                |                                                                |
| 14h30    | O'Donoghue 42e                               | (0 - 1)           | 5e Genestet                                           | Arbitrage : Peter Wright Raghu Prasad Arbitre vidéo : Deon Nel | Arbitrage : Peter Wright Raghu Prasad Arbitre vidéo : Deon Nel |
| 14h30    | Rapport                                      |                   |                                                       | Arbitrage : Peter Wright Raghu Prasad Arbitre vidéo : Deon Nel | Arbitrage : Peter Wright Raghu Prasad Arbitre vidéo : Deon Nel |
| 14h30    | Harte · Magee · Jackson · O'Donoghue · Cargo | Tirs au but 4 - 3 | Lockwood · Kieffer · Van Straaten · Deront · Genestet | Arbitrage : Peter Wright Raghu Prasad Arbitre vidéo : Deon Nel | Arbitrage : Peter Wright Raghu Prasad Arbitre vidéo : Deon Nel |

### Phase de classement

#### Neuvième et dixième place
| Match 25              | Afrique du Sud                              | 4 - 2   | Japon                     |                                                                           |                                                                           |
| 21 juillet 2017 10h00 | Smith 13e, 29e · Robinson 51e · Cassiem 56e | (2 - 1) | 15e Yamasaki · 49e Mitani | Arbitrage : Gabriel Labate Grant Hundley Arbitre vidéo : Colin Hutchinson | Arbitrage : Gabriel Labate Grant Hundley Arbitre vidéo : Colin Hutchinson |
| 21 juillet 2017 10h00 | Rapport                                     |         |                           | Arbitrage : Gabriel Labate Grant Hundley Arbitre vidéo : Colin Hutchinson | Arbitrage : Gabriel Labate Grant Hundley Arbitre vidéo : Colin Hutchinson |

#### Septième et huitième place
| Match 30              | France                                 | 3 - 0   | Égypte |                                                                              |                                                                              |
| 22 juillet 2017 15h45 | Charlet 6e · Genestet 43e · Rogeau 48e | (1 - 0) |        | Arbitrage : Roel van Eert Gareth Greenfield Arbitre vidéo : Colin Hutchinson | Arbitrage : Roel van Eert Gareth Greenfield Arbitre vidéo : Colin Hutchinson |
| 22 juillet 2017 15h45 | Rapport                                |         |        | Arbitrage : Roel van Eert Gareth Greenfield Arbitre vidéo : Colin Hutchinson | Arbitrage : Roel van Eert Gareth Greenfield Arbitre vidéo : Colin Hutchinson |

#### Cinquième et sixième place
| Match 31              | Nouvelle-Zélande | 0 - 1   | Irlande     |                                                                       |                                                                       |
| 22 juillet 2017 18h00 |                  | (0 - 0) | 49e Sothern | Arbitrage : Gabriel Labate Sébastien Duterme Arbitre vidéo : Deon Nel | Arbitrage : Gabriel Labate Sébastien Duterme Arbitre vidéo : Deon Nel |
| 22 juillet 2017 18h00 | Rapport          |         |             | Arbitrage : Gabriel Labate Sébastien Duterme Arbitre vidéo : Deon Nel | Arbitrage : Gabriel Labate Sébastien Duterme Arbitre vidéo : Deon Nel |

### Phase finale
|  | Quarts de finale | Quarts de finale |           |           | Demi-finales           | Demi-finales |  |  | Finale  | Finale |
|  | Quarts de finale | Quarts de finale |           |           | Demi-finales           | Demi-finales |  |  | Finale  | Finale |
|  |                  |                  |           |           |                        |              |  |  |         |        |
|  |                  |                  |           |           |                        |              |  |  |         |        |
|  |                  |                  |           |           |                        |              |  |  |         |        |
|  | Australie        | 4                |           |           |                        |              |  |  |         |        |
|  | Australie        | 4                |           |           |                        |              |  |  |         |        |
|  | Égypte           | 0                |           |           |                        |              |  |  |         |        |
|  | Égypte           | 0                | Australie | 1         |                        |              |  |  |         |        |
|  |                  |                  | Australie | 1         |                        |              |  |  |         |        |
|  |                  | Belgique         | 2         |           |                        |              |  |  |         |        |
|  | Belgique         | Belgique         | 2         | 2         |                        |              |  |  |         |        |
|  | Belgique         |                  |           | 2         |                        |              |  |  |         |        |
|  | Nouvelle-Zélande | 0                |           |           |                        |              |  |  |         |        |
|  | Nouvelle-Zélande | 0                | Allemagne | 1         |                        |              |  |  |         |        |
|  |                  |                  | Allemagne | 1         |                        |              |  |  |         |        |
|  |                  | Belgique         | 6         |           |                        |              |  |  |         |        |
|  | Allemagne        | Belgique         | 6         | 4         |                        |              |  |  |         |        |
|  | Allemagne        |                  |           | 4         |                        |              |  |  |         |        |
|  | France           | 1                |           |           |                        |              |  |  |         |        |
|  | France           | 1                | Allemagne | 1 (4)     |                        |              |  |  |         |        |
|  |                  |                  | Allemagne | 1 (4)     | Match pour la 3e place |              |  |  |         |        |
|  |                  | Espagne          | 1 (3)     |           |                        |              |  |  |         |        |
|  | Irlande          | Espagne          | 1 (3)     | 1         |                        |              |  |  |         |        |
|  | Irlande          |                  |           | 1         |                        |              |  |  |         |        |
|  | Espagne          | 2                |           | Australie | 8                      |              |  |  |         |        |
|  | Espagne          | 2                |           | Australie | 8                      |              |  |  |         |        |
|  |                  |                  |           |           |                        |              |  |  | Espagne | 1      |
|  |                  |                  |           |           |                        |              |  |  | Espagne | 1      |

#### Quarts de finale
| Match 21              | Australie                                  | 4 - 0   | Égypte |                                                                              |                                                                              |
| 19 juillet 2017 11h15 | Hayward 10e · Whetton 13e, 35e · Swann 20e | (3 - 0) |        | Arbitrage : Sébastien Duterme Grant Hundley Arbitre vidéo : Colin Hutchinson | Arbitrage : Sébastien Duterme Grant Hundley Arbitre vidéo : Colin Hutchinson |
| 19 juillet 2017 11h15 | Rapport                                    |         |        | Arbitrage : Sébastien Duterme Grant Hundley Arbitre vidéo : Colin Hutchinson | Arbitrage : Sébastien Duterme Grant Hundley Arbitre vidéo : Colin Hutchinson |

| Match 23 | Irlande     | 1 - 2   | Espagne                    |                                                                      |                                                                      |
| 13h30    | Sothern 44e | (0 - 0) | 39e Sánchez · 45e Iglesias | Arbitrage : Roel van Eert Gareth Greenfield Arbitre vidéo : Deon Nel | Arbitrage : Roel van Eert Gareth Greenfield Arbitre vidéo : Deon Nel |
| 13h30    | Rapport     |         |                            | Arbitrage : Roel van Eert Gareth Greenfield Arbitre vidéo : Deon Nel | Arbitrage : Roel van Eert Gareth Greenfield Arbitre vidéo : Deon Nel |

| Match 24 | Allemagne                                           | 4 - 1   | France     |                                                                       |                                                                       |
| 15h45    | T. Grambusch 15e · Herzbruch 26e, 42e · Miltkau 52e | (2 - 0) | 59e Dumont | Arbitrage : John Wright Dave Dowdall Arbitre vidéo : Colin Hutchinson | Arbitrage : John Wright Dave Dowdall Arbitre vidéo : Colin Hutchinson |
| 15h45    | Rapport                                             |         |            | Arbitrage : John Wright Dave Dowdall Arbitre vidéo : Colin Hutchinson | Arbitrage : John Wright Dave Dowdall Arbitre vidéo : Colin Hutchinson |

| Match 22 | Belgique             | 2 - 0   | Nouvelle-Zélande |                                                                |                                                                |
| 18h00    | Dockier 3e · Boon 5e | (2 - 0) |                  | Arbitrage : Peter Wright Raghu Prasad Arbitre vidéo : Deon Nel | Arbitrage : Peter Wright Raghu Prasad Arbitre vidéo : Deon Nel |
| 18h00    | Rapport              |         |                  | Arbitrage : Peter Wright Raghu Prasad Arbitre vidéo : Deon Nel | Arbitrage : Peter Wright Raghu Prasad Arbitre vidéo : Deon Nel |

#### Demi-finales
| Match 29              | Allemagne                                                                    | 1 - 1             | Espagne                                                                 |                                                                              |                                                                              |
| 21 juillet 2017 16h45 | Weinke 55e                                                                   | (0 - 1)           | 15e Sánchez                                                             | Arbitrage : Roel van Eert Sébastien Duterme Arbitre vidéo : Colin Hutchinson | Arbitrage : Roel van Eert Sébastien Duterme Arbitre vidéo : Colin Hutchinson |
| 21 juillet 2017 16h45 | Rapport                                                                      |                   |                                                                         | Arbitrage : Roel van Eert Sébastien Duterme Arbitre vidéo : Colin Hutchinson | Arbitrage : Roel van Eert Sébastien Duterme Arbitre vidéo : Colin Hutchinson |
| 21 juillet 2017 16h45 | Rühr · Linnekogel · Miltkau · M. Grambusch · Trompertz · M. Grambusch · Rühr | Tirs au but 4 - 3 | Serrahima · Iglesias · Salles · González · Enrique · Enrique · González | Arbitrage : Roel van Eert Sébastien Duterme Arbitre vidéo : Colin Hutchinson | Arbitrage : Roel van Eert Sébastien Duterme Arbitre vidéo : Colin Hutchinson |

| Match 28 | Australie   | 1 - 2   | Belgique                    |                                                                    |                                                                    |
| 19h00    | Hayward 45e | (0 - 1) | 22e Charlier · 36e Keusters | Arbitrage : John Wright Gareth Greenfield Arbitre vidéo : Deon Nel | Arbitrage : John Wright Gareth Greenfield Arbitre vidéo : Deon Nel |
| 19h00    | Rapport     |         |                             | Arbitrage : John Wright Gareth Greenfield Arbitre vidéo : Deon Nel | Arbitrage : John Wright Gareth Greenfield Arbitre vidéo : Deon Nel |

#### Troisième et quatrième place
| Match 32              | Australie                                                                                    | 8 - 1   | Espagne     |                                                                        |                                                                        |
| 23 juillet 2017 13h15 | Whetton 7e · Hayward 10e, 18e · Kleinschmidt 27e, 34e · Craig 36e · Mitton 45e · Wickham 58e | (4 - 0) | 59e Quemada | Arbitrage : Raghu Prasad Dave Dowdall Arbitre vidéo : Colin Hutchinson | Arbitrage : Raghu Prasad Dave Dowdall Arbitre vidéo : Colin Hutchinson |
| 23 juillet 2017 13h15 | Rapport                                                                                      |         |             | Arbitrage : Raghu Prasad Dave Dowdall Arbitre vidéo : Colin Hutchinson | Arbitrage : Raghu Prasad Dave Dowdall Arbitre vidéo : Colin Hutchinson |

#### Finale
| Match 33              | Allemagne        | 1 - 6   | Belgique                                                                   |                                                               |                                                               |
| 23 juillet 2017 18h00 | T. Grambusch 16e | (1 - 4) | 14e Van Doren · 20e Boon · 22e Keusters · 27e, 58e Charlier · 59e Meurmans | Arbitrage : John Wright Peter Wright Arbitre vidéo : Deon Nel | Arbitrage : John Wright Peter Wright Arbitre vidéo : Deon Nel |
| 23 juillet 2017 18h00 | Rapport          |         |                                                                            | Arbitrage : John Wright Peter Wright Arbitre vidéo : Deon Nel | Arbitrage : John Wright Peter Wright Arbitre vidéo : Deon Nel |

### Récompenses
Les prix suivants ont été remis à la fin du tournoi:
| Meilleur joueur | Meilleur gardien | Meilleur jeune   | Meilleur buteur |
| --------------- | ---------------- | ---------------- | --------------- |
| Mats Grambusch  | Francisco Cortés | Arthur van Doren | Tom Boon        |

## Classements finaux
Qualification pour la Coupe du monde 2018.
| Rang | Londres      | Johannesbourg    |
| ---- | ------------ | ---------------- |
| 1    | Pays-Bas     | Belgique         |
| 2    | Argentine    | Allemagne        |
| 3    | Angleterre   | Australie        |
| 4    | Malaisie     | Espagne          |
| 5    | Canada       | Irlande          |
| 6    | Inde         | Nouvelle-Zélande |
| 7    | Pakistan     | France           |
| 8    | Chine        | Égypte           |
| 9    | Corée du Sud | Afrique du Sud   |
| 10   | Écosse       | Japon            |

 Pays hôte et champion continental
 Champions continentaux
 Qualifiés par la Ligue mondiale de hockey sur gazon

## Buteurs
La liste des buteurs suivante comprend les joueurs des deux événements.
327 buts ont été inscrits en 66 rencontres soit une moyenne de 4.95 buts par match.
| 12 buts - Gonzalo Peillat 8 buts - Sam Ward 7 buts - Mirco Pruijser - Tom Boon 6 buts - Jake Whetton - Jeremy Hayward - Cédric Charlier - Harmanpreet Singh - Ramandeep Singh 5 buts - Mark Gleghorne - Barry Middleton - Sébastien Dockier - Akashdeep Singh - Scott Tupper - Gordon Johnston - Razie Rahim 4 buts - Austin Smith - Timm Herzbruch - Tom Grambusch - Robbert Kemperman - Thomas Briels - Faizal Saari 3 buts - Phil Roper - Matías Paredes - Lucas Vila - Marco Miltkau - Valentin Verga - Thierry Brinkman - Mink van der Weerden - Loïck Luypaert - Talwinder Singh - Alan Sothern - Shane O'Donoghue - Pau Quemada - Alvaro Iglesias - Umar Bhutta - Tengku Tajuddin 2 buts - David Ames - Harry Martin | - Jonathan Robinson - Maico Casella - Manuel Brunet - Tom Wickham - Mark Knowles - Aaron Kleinschmidt - Trent Mitton - Dylan Wotherspoon - Dieter Linnekogel - Bjorn Kellerman - Arthur van Doren - Amaury Keusters - Nicolas de Kerpel - Simon Gougnard - Mandeep Singh - Jared Panchia - Nic Woods - Kane Russell - Stephen Jenness - Hugo Inglis - Floris van Son - Keegan Pereira - Iain Smythe - Hwang Weonki - Yang Jihun - Jang Jonghyun - Muhammad Irfan Jr. - Fitri Saari - Shota Yamada - Hirotaka Zendana - Pieter van Straaten - Hugo Genestet - Blaise Rogeau - François Goyet - Victor Charlet - Etienne Tynevez - Su Jun - Houssam Ghobran | - Kenny Bain 1 but - David Goodfield - Christopher Griffiths - Matthew Guise-Brown - Dayaan Cassiem - Daniel Sibbald - Leandro Tolini - Facundo Callioni - Juan Martin Lopez - Agustin Bugallo - Tom Craig - Jeremy Edwards - Aran Zalewski - Matthew Swann - Josh Pollard - Lukas Windfeder - Jonas Gomoll - Mats Grambusch - Moritz Trompertz - Martin Zwicker - Ferdinand Weinke - Niklas Wellen - Tristan Algera - Thijs van Dam - Jonas de Geus - Jorrit Croon - Billy Bakker - Sander Baart - Gauthier Boccard - Augustin Meurmans - Emmanuel Stockbroekx - Alexander Hendrickx - Sardar Singh - Pardeep Mor - Sunil Sowmarpet - Nick Haig - Shea McAleese - Chris Cargo | - Matthew Nelson - Stephen Cole - Ricardo Sánchez - Josep Romeu - Enrique González - Brenden Bissett - Mark Pearson - Matthew Sarmento - John Smythe - Jeong Junwoo - Lee Jungjun - Lee Namyong - Lee Daeyeol - Bae Jongsuk - Aleem Bilal - Arslan Qadir - Ali Shan - Ajaz Ahmad - Najmi Jazlan - Shahril Saabah - Koji Yamasaki - Genki Mitani - Hirotaka Wakuri - Nicolas Dumont - Gaspard Baumgarten - Guo Xiaoping - E Wenhui - E Liguang - Wo Wei - Meng Dihao - Su Lixing - Du Talake - Guo Zixiang - Ahmed Elnaggar - Timothy Atkins - Chris Grassick - Willie Marshall - Wei Adams |